# Testigo oculto
Testigo oculto (título original: Hidden Fears) es una película estadounidense de suspenso de 1993, dirigida por Jean Bodon, escrita por Stuart Kaminsky y basada en su novela Exercise in Terror, musicalizada por Joseph Eger, en la fotografía estuvo Douglas Kiefer y los protagonistas son Meg Foster, Frederic Forrest y Bever-Leigh Banfield, entre otros. El filme fue realizado por Key Pictures y St. Petersburg Clearwater Film Commission; se estrenó el 29 de diciembre de 1993.

## Sinopsis
Unos cuantos años después del homicidio de su marido, una mujer atormentada va a la comisaria con nuevas pruebas. Desgraciadamente, los asesinos se enteran de que el caso se reabre, ahora quieren eliminar a los testigos y a la viuda.